# Порт-о-Франсе

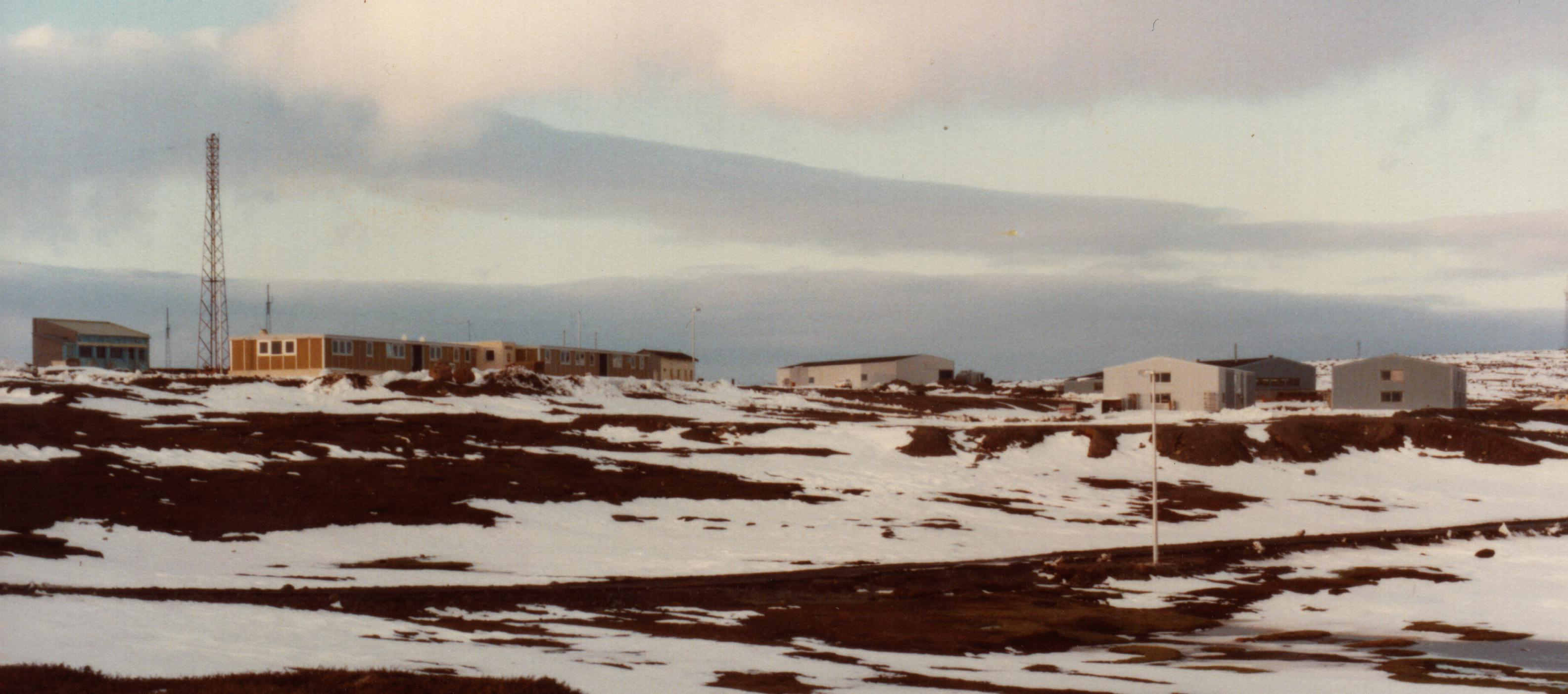
Порт-о-Франсе (Кергелен) зимою

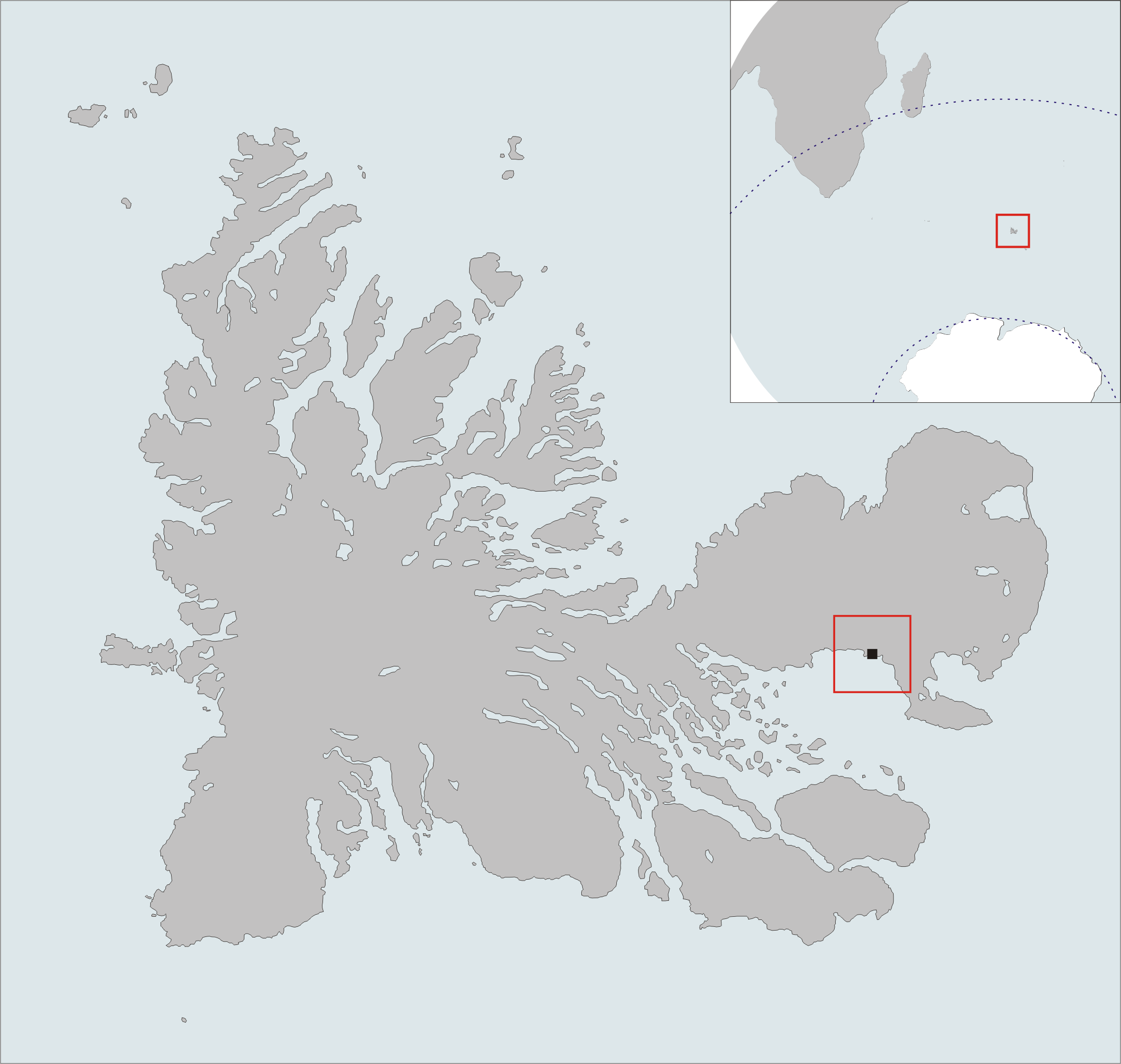
Порт-о-Франсе на карті Кергелена

Порт-о-Франсе́ (фр. Port-aux-Français, 49°21′ пд. ш. 70°13′ сх. д. / 49.350° пд. ш. 70.217° сх. д.) — «столиця» архіпелагу Кергелен, головна база острова. Зимою чисельність населення становить близько 70 осіб, влітку — понад 120—140.
Порт-о-Франсе заснований в 1949 році на сході острова на півдні півострова Курбе, на північному узбережжі затоки Морбіан. Місцевість, де розташована база, практично не захищена від вітрів. Швидкість вітру вище 100 км/г — звичайне явище, часто швидкість досягає 150 км/год, інколи — до 200 км/год.
З 1949 року поблизу поселення ведуться науково-дослідні роботи, метеорологічні спостереження і запуски звукових ракет (зазвичай «Arcas», «Dragon» і «Eridan»). В 1970-х рр. в Порт-о-Франсе встановлена станція супутникового зв'язку.
В Порт-о-Франсе є гавань, що дозволяє приймати судна.

## Клімат
Місто розташовується у зоні, котра характеризується кліматом полярних пустель. Найтепліший місяць — січень із середньою температурою 8.3 °C (47 °F). Найхолодніший місяць — липень, із середньою температурою 2.8 °С (37 °F).
| Клімат Порт-о-Франсе    | Клімат Порт-о-Франсе | Клімат Порт-о-Франсе | Клімат Порт-о-Франсе | Клімат Порт-о-Франсе | Клімат Порт-о-Франсе | Клімат Порт-о-Франсе | Клімат Порт-о-Франсе | Клімат Порт-о-Франсе | Клімат Порт-о-Франсе | Клімат Порт-о-Франсе | Клімат Порт-о-Франсе | Клімат Порт-о-Франсе | Клімат Порт-о-Франсе |
| Показник                | Січ.                 | Лют.                 | Бер.                 | Квіт.                | Трав.                | Черв.                | Лип.                 | Серп.                | Вер.                 | Жовт.                | Лист.                | Груд.                | Рік                  |
| Абсолютний максимум, °C | 30                   | 27                   | 28                   | 27                   | 26                   | 22                   | 23                   | 22                   | 21                   | 22                   | 25                   | 30                   | 30                   |
| Середній максимум, °C   | 10                   | 11                   | 10                   | 8                    | 6                    | 5                    | 4                    | 4                    | 5                    | 6                    | 8                    | 9                    | 7                    |
| Середня температура, °C | 8                    | 8                    | 7                    | 6                    | 4                    | 3                    | 2                    | 2                    | 2                    | 3                    | 5                    | 7                    | 5                    |
| Середній мінімум, °C    | 5                    | 6                    | 5                    | 4                    | 2                    | 1                    | 0                    | 0                    | 0                    | 1                    | 2                    | 4                    | 2                    |
| Абсолютний мінімум, °C  | −1                   | 1                    | 0                    | −1                   | −5                   | −5                   | −7                   | −6                   | −7                   | −3                   | −2                   | 0                    | −7                   |
| Днів з опадами          | 16                   | 13                   | 17                   | 18                   | 19                   | 20                   | 21                   | 22                   | 21                   | 20                   | 18                   | 18                   | 223                  |
| Днів з дощем            | 16                   | 13                   | 16                   | 16                   | 14                   | 13                   | 13                   | 13                   | 12                   | 13                   | 14                   | 16                   | 169                  |
| Днів зі снігом          | 1                    | 0                    | 2                    | 4                    | 6                    | 10                   | 11                   | 13                   | 12                   | 11                   | 7                    | 2                    | 79                   |
| ----------------------- | -------------------- | -------------------- | -------------------- | -------------------- | -------------------- | -------------------- | -------------------- | -------------------- | -------------------- | -------------------- | -------------------- | -------------------- | -------------------- |
| Джерело: Weatherbase    |                      |                      |                      |                      |                      |                      |                      |                      |                      |                      |                      |                      |                      |